# Сієнега-Спрінгс (Аризона)
Сієнега-Спрінгс (англ. Cienega Springs) — переписна місцевість (CDP) в США, в окрузі Ла-Пас штату Аризона. Населення — 1690 осіб (2020).

## Географія
Сієнега-Спрінгс розташована за координатами 34°11′26″ пн. ш. 114°12′54″ зх. д. / 34.19056° пн. ш. 114.21500° зх. д. (34.190521, -114.215081).  За даними Бюро перепису населення США в 2010 році переписна місцевість мала площу 9,96 км², з яких 9,17 км² — суходіл та 0,79 км² — водойми.

## Демографія
Згідно з переписом 2010 року, у переписній місцевості мешкало 1798 осіб у 913 домогосподарствах у складі 461 родини. Густота населення становила 180 осіб/км².  Було 2291 помешкання (230/км²).
Расовий склад населення:
| - 88,0 % — білих - 3,2 % — корінних американців - 0,9 % — азіатів - 0,6 % — чорних або афроамериканців - 4,0 % — осіб інших рас |

До двох чи більше рас належало 3,3 %. Частка іспаномовних становила 11,6 % від усіх жителів.
За віковим діапазоном населення розподілялося таким чином: 14,6 % — особи молодші 18 років, 57,5 % — особи у віці 18—64 років, 27,9 % — особи у віці 65 років та старші. Медіана віку мешканця становила 53,1 року. На 100 осіб жіночої статі у переписній місцевості припадало 102,9 чоловіків;  на 100 жінок у віці від 18 років та старших — 100,7 чоловіків також старших 18 років.
Середній дохід на одне домашнє господарство  становив 52 196 доларів США (медіана — 33 636), а середній дохід на одну сім'ю — 66 186 доларів (медіана — 35 417). Медіана доходів становила 35 183 долари для чоловіків та 36 500 доларів для жінок. За межею бідності перебувало 23,4 % осіб, у тому числі 31,6 % дітей у віці до 18 років та 21,1 % осіб у віці 65 років та старших.
Цивільне працевлаштоване населення становило 527 осіб. Основні галузі зайнятості: публічна адміністрація — 24,5 %, освіта, охорона здоров'я та соціальна допомога — 18,2 %, роздрібна торгівля — 14,4 %, мистецтво, розваги та відпочинок — 14,4 %.